# Pohangina (rivière)
La rivière Pohangina (en anglais : Pohangina River) est un cours d’eau du sud-ouest de l’Île du Nord de la Nouvelle-Zélande.

## Géographie
C’est un affluent du fleuve Manawatu, qui s’écoule de façon générale vers le sud à partir de sa source dans la chaîne de Ruahine, rejoignant la rivière Manawatu à environ 15 km au nord-est de Palmerston North au niveau de Ashhurst. Des truites brunes et  (rarement) des truites arc en ciel vivent dans la rivière mais sont exceptionnelles au dessus de la confluence de « Cattle Creek ». La source de la rivière au dessus de la  confluence de « Cattle Creek » est l’habitat d’un petit nombre de  whio (canard bleu ou 'Hymenolaimus malacorhynchus').